# 112
112 (CXII, na numeração romana) foi um ano bissexto do século II do Calendário Juliano, da Era de Cristo,  e a sua letras dominicais foram D e C, (53 semanas), teve início a uma quinta-feira e terminou a uma sexta-feira.
| Ano completo                           |
| -------------------------------------- |
| Ano bissexto com início à quinta-feira |

## Mortes
- Úlpia Marciana, nobre romana (n. 48).[1]